# Berklee College of Music

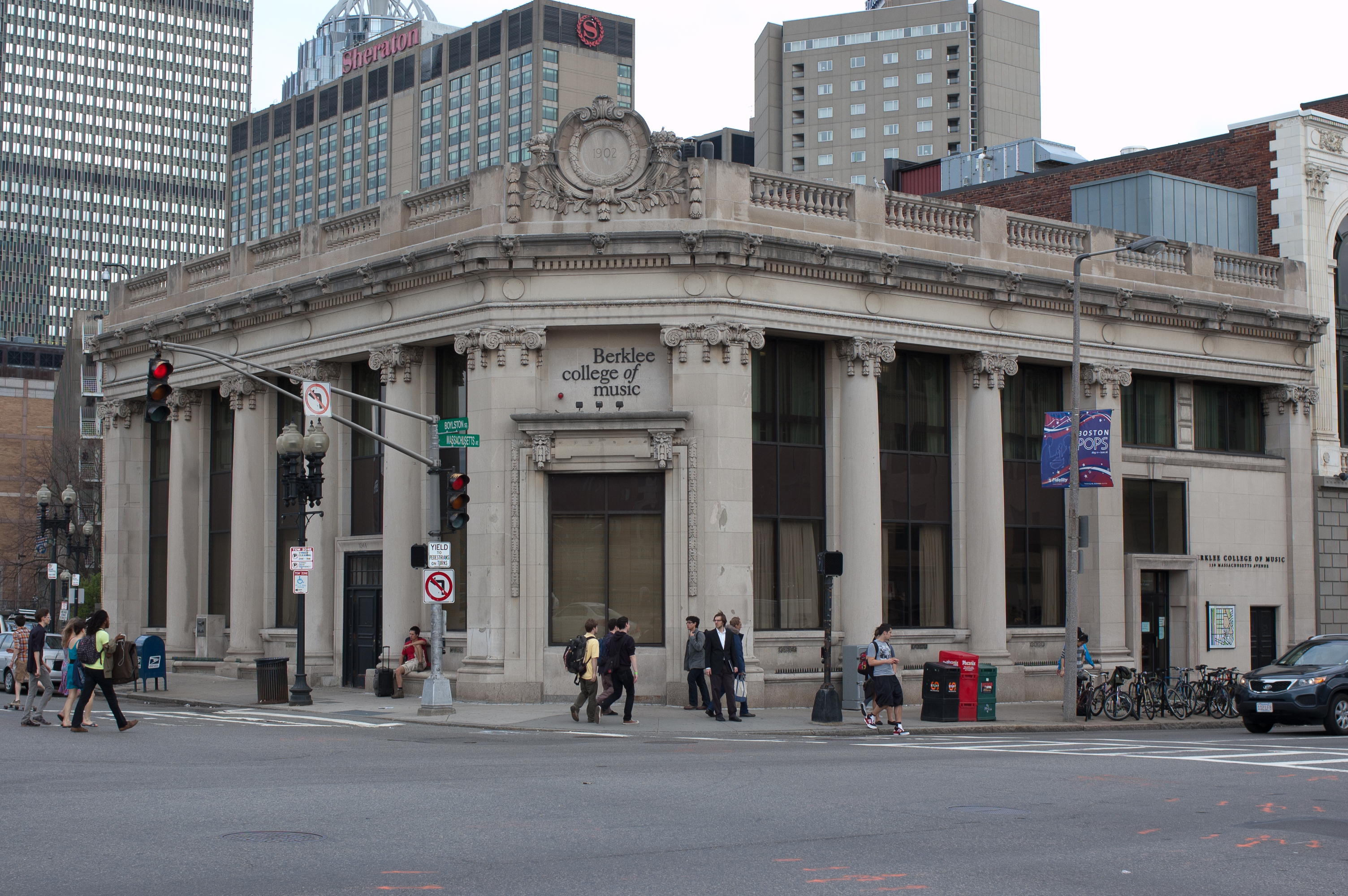
Budova Berklee College

Berklee College of Music je americká vysoká škola nacházející se v Bostonu (Massachusetts). Je největší nezávislou školou soudobé hudby ve světě.[zdroj⁠?!] Známá především jako škola jazzové a populární hudby, nabízí také vysokou školu, úroveň kurzů v širokém spektru soudobých a historických stylů, včetně hip hopu, reggae, salsa, rocku, heavy metalu, bluegrassu a hlavně jazzu.